# دانا كونزي
دانا كونزي (بالإنجليزية: Dana Kunze)‏ هو غطاس أمريكي، ولد في 27 يناير 1961.